# Sandefjord Cove
Die Sandefjord Cove (norwegisch Sandefjordbukta) ist eine Bucht an der Lazarew-Küste der antarktischen Peter-I.-Insel. Sie liegt zwischen dem Kap Ingrid und der Mündung des Tofte-Gletschers in die Bellingshausen-See.
Entdeckt wurde die Bucht bei der Umrundung der Peter-I.-Insel im Jahr 1927 mit dem Schiff Odd I unter Kapitän Eyvind Tofte bei der ersten vom norwegischen Walfangunternehmer Lars Christensen finanzierten Antarktisfahrt (1926–1927). Im Februar 1929 hisste hier die Besatzung der Norvegia unter Kapitän Nils Larsen (1900–1976) die norwegische Flagge. Namensgeberin ist die norwegische Stadt Sandefjord, das Zentrum des norwegischen Walfangs.